# Seurukarkea
Seurukarkea är en kulle i Finland.   Den ligger i den ekonomiska regionen  Fjäll-Lappland  och landskapet Lappland, i den norra delen av landet, 900 km norr om huvudstaden Helsingfors. Toppen på Seurukarkea är 367 meter över havet, eller 87 meter över den omgivande terrängen. Bredden vid basen är 3,4 km. Seurukarkea ingår i Siiselät.
Terrängen runt Seurukarkea är huvudsakligen platt.  Trakten runt Seurukarkea är nära nog obefolkad, med mindre än två invånare per kvadratkilometer. Det finns inga samhällen i närheten. 